# Doževa palača
Doževa palača (italijansko Palazzo Ducale) je bila sedež doža in je simbol Benetk. Je mojstrovina beneške gotike na Trgu svetega Marka.
Benečani v 16. stoletju niso bili nič bolj sprejemljivi za nove ideje kot danes. Ko je v letih 1574 in 1577 doževo palačo močno poškodoval požar, so razpisali arhitekturni tečaj za novogradnjo. Andrea Palladio, eden najbolj znanih arhitektov, je predložil izviren načrt: podrli naj bi srednjeveško, z gostim plaščem obdano stavbo, in postavili elegantno, klasično renesančno. Zmagali so konservativci in doževo palačo so v manj kot enem letu spet postavili v starem gotskem slogu. In prav tako gledamo še danes. Steni, ki ju nosijo šilasti loki, sta iz belega, rožnatega in sivega marmorja, dolgi sta 71 in 75 metrov. Počivata na 17 in 18 arkadah.
Danes kar težko verjamemo, da je bila ta na videz lahka, skoraj neresnična stavba prvotno trdnjava, ki so jo doži, ko so leta 1814 prenesli svoj sedež iz Malamocca na bolje zavarovano območje Rialto, ogradili z vogalnimi stolpi in obrambnimi jarki. Šele ko so Benetke utrdile svojo vodilno vlogo na območju Jadranskega morja in se jim ni bilo treba bati napadov, je iz obrambne stavbe nastal eleganten sedež vlade, doževo stanovanje pa je zasedalo le manjši del. Največ prostora so zavzemale dvorane, v katerih so sprejemali politične odločitve, s slikami, ki poveličujejo politične velikane in moč Benetk, in so jih okrasili največji umetniki tistega časa Tintoretto, Tizian, Francesco Bassano, Paolo Veronese, Giambattista Zelotti, Jacopo Palma il Giovane, Andrea Vicentino in Antonio Vassilacchi. 
V Doževi palači so danes pomembne razstave, povezane z beneško preteklostjo in nekdanjo usmerjenostjo lagunskega mesta proti Orientu.

## Zgodovina

### Dožev grad
Pripoveduje se, da je dož Angelo Partecipazio leta 811 svoj sedež z Malamocca (Metamaucum) preselil v Rivoaltus, antični Rialto, kjer je imel posest. Ker je bila to prva beneška doževa rezidenca, ni znano, kje točno je bila. Točno lokalizirana je malo poznejša: dož Giustiniano Partecipazio je napisal v oporoki, da mora njegova žena Felicita zgraditi cerkev za relikvije svetega Marka zraven doževe palače, in to iz kamna iz Equilia (danes Jesolo) in Torcella, verjetno iz porušenih tamkajšnjih zgradb. Delo se je začelo, ko ga je nasledil brat Giovanni I. Participazio, in bilo dokončano leta 836. Od takrat je trg z baziliko in doževim svetim Markom politično in versko središče lagune.
Ni zgodovinskih dokumentov ali slik, ki bi pojasnile, kako je bila videti prva stavba, ali je bilo več stavb ali so bile na odprtem ali zaprtem območju.  V starih spisih se doževa rezidenca omenja le bežno. Izkopavanja v drugi polovici 19. stoletja so odkrila srednjeveške temelje in kose opeke, ki so morda ostanki gradu.  Obstaja tudi pogosto upodobljena risba doževega gradu, a ker so bile Benetke v 10. stoletju na bizantinskem ozemlju, to ni mogla biti kvadratna utrdba s stolpi na vsakem vogalu.  Take zgradbe so delali okoli 100 let pozneje Normani.
V uporu proti dožu Pietru IV. Candianu leta 976 sta bila grad in predhodnica bazilike svetega Marka popolnoma požgana.

### Palača Sebastiana Zianija
Prva doževa palača, vredna tega imena, je bila zgrajena med vladanjem Sebastiana Zianija in po njegovem naročilu.  Imela je tri krila in dvorišče, vzhodno krilo, ki je bilo neposredno povezano z nekdanjo kapelo, stanovanjski del za doža in sodno palačo, ki je mejila na današnjo Piazzetto. V južnem krilu proti območju San Marca je bila med drugim sejna soba, v kateri se je sestajal veliki svet.
S tako imenovano serrato iz leta 1297, ki se je uporabljala do leta 1797 in je uresničevala pravico do dostopa do velikega sveta, se je število članov v nekaj desetletjih povečalo s 400 na 1200. Zato so morali razširiti sejno sobo, sestanki so morali biti začasno v Arsenalu. Širitev oziroma gradnja nove sejne sobe se je začela 17. decembra 1340.

### Gotska palača
Med vladanjem doža Bartolomea Gradeniga so leta 1340 začelo prenavljati palačo in je dobila podobo, kakršno vidimo še danes.
Začeli so z južnim krilom. Zasnova za novo stavbo, katere arhitekt ni bil znan, je bila končana do leta 1343, ko je dož postal Andrea Dandolo. V skladu s sklepom sveta iz leta 1344 bi se morala dvorana preseliti v prvo nadstropje južnega krila. Zaradi izbruha kuge se je rekonstrukcija zavlekla do leta 1365, ko je bilo krilo dokončano s sliko kronanja Marije, ki je delo Guarienta di Arpa, na sprednji strani dvorane. Od tedaj dalje se je veliki svet spet sestajal v doževi palači.
Leta 1404 je bilo krilo končano. Drugi dodatki in prenove so bile narejene med dolgim vladanjem  Francesca Foscarija. Porušili so konjske hleve na Piazzetti in od leta 1424 delali fasado proti Piazetti po zgledu južnega krila. Prizidek je bil po starosti del, pri katerem so  bile dopolnjene štiri arkade, od tu so nadaljevali tako, kot je videti danes. Leta 1438 se je začela gradnja glavnega vhoda Porta della Carta, dostopa do dvorišča palače, ki je bil hkrati vizualna povezava bazilike svetega Marka in doževe kapele, in to ideološko in funkcionalno.
V tretji fazi gradnje so dodali novo vzhodno krilo s fasado ob kanalu Palazzo, ki je pogorela leta 1483.

### Požar in rekonstrukcija palače
V 15. in 16. stoletju so trikrat izbruhnili uničujoči požari: leta 1483, potem pa spet leta 1547 in 1577. 
Konservativnost republike se kaže v tem, da je bila palača obnovljena po starih načrtih, saj so Palladijeve in Rusconijeve "sodobne" načrte zavrnili. Fasada je bila delno ohranjena ali obnovljena, notranjost pa so preoblikovali v skladu s spremenjenim okusom.
- Doževa palača po Barbarijevih načrtih, 1500
- Požar 1577, Stich von T. Pozzoserrato
- Načrt Andree Palladia za novo palačo
- Canaletto, Doževa palača, 1740

### Po koncu republike
Po koncu republike, francoske in avstrijske nadvlade in z nastankom nove italijanske države je bila palača sedež več organov in agencij. Od 1811 do 1904 je bila v njej knjižnica Marciana. Proti koncu 19. stoletja je palači grozilo, da bo postala zastarela, kar je spodbudilo italijansko državo, da jo je obnovila. 13 izvirnih stebrov s kapiteli v portiku iz 13. stoletja je bilo nadomeščenih s kopijami, izvirniki pa so shranjeni v notranjosti palače. Ti so bili osnova za Museo dell 'Opera, ki je danes prav tako urejen v doževi palači.
Pisarne v palači so izselili in uredili drugje. Leta 1923 je kompleks v upravljanje prevzela italijanska vlada v Benetkah. Palača je zdaj na ogled  kot muzej.
Od leta 1996 je v Doževi palači tudi  Mestni beneški muzej (Musei Civici Veneziani).

## Arhitektura
V Doževi palači je na zunanjosti razviden konglomerat sestavnih delov, ki so bili izvedeni od sredine 14. stoletja do sredine 15. stoletja. Med letoma 1340 in 1400 je bilo zgrajeno južno krilo, leta 1404 pa je bil končan kompleks oken. Med letoma 1424 in 1457 je bilo zgrajeno krilo do Piazzette, delo Francesca Foscarija, 1438–1442. Tudi pod Foscarijem je bil zgrajen glavni vhod Porta della Carta. Vzhodno krilo ob kanalu Palazzo je bilo po požaru leta 1483 ponovno obnovljeno po načrtih Rizzosa, vendar je bilo končano šele v začetku 17. stoletja pod dožem Leonardom Donatom. Med letoma 1563 in 1614 so čez kanal zgradili nove zapore (Prigione nuove), ki so povezani z Mostom vzdihljajev (Ponte dei Sospiri) iz leta 1603 s severnim krilom in sodiščem.
V severnih mejah je kompleks neposredno povezan z baziliko svetega Marka. Na vzhodu Most vzdihljajev povezuje palačo z zapori, na zahodu Porta della Carta vodi na dvorišče palače. Temelji zgradbe so hrastovi piloti, zgrajena je iz istrskega kamna in opeke. Je v celoti pokrita, razen majhnega dela kanala Palazzo, in oblečena v marmor in obarvano marmorno inkrustacijo, mestoma je iz klesanega istrskega kamna in marmorja. Južni in zahodni del sta videti kot trinadstropna stavba, medtem ko vzhodno krilo kaže štiri nadstropja.
Arhitektura Doževe palače je enkratna, takoj prepoznavna v arhitekturni zgodovini in tudi pri poznejših zgradbah, ki so jo posnemale. V prevladujočih oblikah gotike se mešajo orientalski elementi, kot so cine, ki se zgledujejo po obzidjih severnoafriških mameluških mošej. Nenavadno rombasto rožnato-belo okrasje v prvem nadstropju je izposojeno iz vzhodne Turčije ali Irana in je seldžuški motiv , tudi banjasti oboki v ložah spominjajo na islamsko umetnost. Naklonjenost za obarvano dekoracijo in pisan gradbeni material lahko iščemo pri bizantinski umetnosti. To je temeljna značilnost beneške arhitekture in zaznamuje "čarobnost" Doževe palače v Benetkah, ki je naredila velik vtis na generacije popotnikov. Beneška gotika se bistveno razlikuje od drugih delov Evrope. Težnjo po višini v severnjaški evropski gotiki so v Benetkah onemogočila že sama labilna tla, načeloma pa se skoraj vse gotske cerkve in posvetne stavbe v Italiji zgledujejo po francoski gotiki.
Še vedno veličastna velika urbana celota bazilike svetega Marka, Doževe palače, trga svetega Marka, Piazzette, lože (loggia) in knjižnice je posledica namerne in daljnovidne urbanizacije beneških oblasti, ki so poznale svojo republiko in ustvarile delovanju primerne javne prostore.

### Kapiteli Filippa Calendaria
Vodilni arhitekt in kipar Benetk v 14. stoletju je bil Filippo Calendario, umetniško izjemna osebnost, kar je bilo potrjeno v zadnjih raziskavah. Bil je zarotnik doža Marina Faliera, usmrčenega leta 1355.
Na enem velikih vogalnih kapitelov v zgornjem nadstropju sta Adam in Eva ali drevo spoznanja s kačo. Fino rezljana značilnost teh figur se znova in znova pojavlja v številnih manjših kapitelih. Novejši kritiki in zadnji izsledki raziskav o gradnji palače potrjujejo stare kronike, da je Filippo Calendario že med gradnjo doževe palače leta 1340 začel kiparsko okraševati stavbo, kar je končal leta 1355.  Drug pomemben kapitel na vogalu Doževe palače (k mostu Paglia) kaže pijanega Noeta. Noe kot starec razlije skodelico vina. Njegov sin Sem pokriva s krpo svojo goloto in dvigne roke za zaščito. Noetov drugi sin Ham se zdi nemilosten in opozarja na neprijetne okoliščine.
Kapiteli na spodnji vrsti stebrov: teme so podobne zunanjim območjem stolnice in prevladujočih stavb, kot na primer podobe mesecev, znakov zodiaka, sedem svobodnih umetnosti, prizori iz Stare in Nove zaveze, zgodovine mesta itd.
Raven okoliških tal je bila v preteklih stoletjih večkrat prestavljena, zato osnove stebrov niso več vidne in so deleži nekoliko spremenjeni.

### Rdeča stebra za smrtne obsodbe
Na dvorišču palače sta v prvem nadstropju vidna dva sosednja stebra, ki sta obarvana malo bolj rdeče kot drugi. Med njima so objavljali tudi smrtne kazni. Nedaleč stran so tudi delo Filippa Calendaria Pravica z mečem in dva beneška leva na okroglih stebrih kot simbola sodstva.

### Porta della Carta
Med letoma 1438 in 1442 sta kiparja Giovanni Bon in Bartolomeo Bon zgradila okrašen glavni vhod (Porta della Carta), monumentalna vrata kot slavnostni vhod v zgradbo. Ime prehoda je verjetno povezano s tem, da so tu javni pisarji postavljali svoje mize, ali s tem, da je blizu  arhiv državnih dokumentov.
Načrt iz leta 1438 je delo beneškega kiparja in arhitekta Bartolomea Bona. Uresničila ga je njegova delavnica.  To je tipičen portal, značilen za konservativno Beneško republiko (Serenissimo), narejen skoraj v celoti v slogu pozne gotike, ko se je že uveljavljala renesančna umetnost. Velik vhod je s svojim starinskim slogom usmerjen v sodobno florentinsko arhitekturo. Celotna zasnova vrat z obema fialama, ki kot krona nad oporniki spremljata portal, je široka, okrašena s krogovičjem v oknih in timpanonom.
Bogato kiparsko okrasje portala kaže identiteto in politične ambicije republike. V štirih nišah med oporniki so z nizkimi reliefi in cvetličnimi motivi okrašeni baldahini s kardinalnimi krepostmi; to so Pogum (fortitudo), Zmernost (temperantia), Modrost (prudentia) in Ljubezen (caritas), suverene vrline, ki jih je razglašala republika. Kipe je naredil Antonio Bregno, kipar iz severnoitalijanske kamnoseške družine, ki je sodelovala pri številnih pomembnih stavbah v Benetkah.
Široka baza pod trodelnim oknom s krogovičjem sestavlja oder za podobo doža Francesca Foscarija, ki kleči v slavnostni opravi pred krilatim levom svetega Marka. S tem so Benečani hoteli poudariti in opominjati doža samega, da je dož le služabnik republike, ki jo zastopa lev svetega Marka, in ne njihov vladar. Starinski putti na obeh straneh okna predstavljajo Foscarijev grb. Sveti Marko se pojavi kot oseba v doprsnem kipu v tondu nad oknom in v tem izpostavljenem položaju predstavlja republiko, pod zaščito katere je. Krona vrat je Pravica z mečem in tehtnico, ki sedi na levjem prestolu kralja Salomona, utelešenje pameti in pravičnosti. Poosebljenje pravičnosti je poudarjala, da Beneška republika pravično in pametno vlada.
Reprezentančni učinek na vratih je bil poudarjen z večbarvnostjo in bogato pozlato, od katere so danes ostali le bledi sledovi.

### Foscarijev obok
Dvorišče meji na glavni vhod in Foscarijev obok (Arco Foscari) ali Foscarijev hodnik (Androne Focari). Arhitektura kaže prehod od gotike k renesansi.  Arhitekta sta bila Antonio Bregno in Antonio Rizzo.  Hodnik, pokrit s križno obokanim stropom, vodi neposredno na reprezentančno Stopnišče velikanov (Scala dei Giganti), politično pomemben kraj ustoličenja novoizvoljenega doža. Fasada kaže renesančni slog slavoločne arhitekture. Tridelna fasada je razdeljena na dve nadstropji in se konča z osmerokotno kamnito streho. Na vrhu strehe stoji lik apostola Marka, ki blagoslavlja nasprotne stopnice, kjer je bil kronan dož. Do uničenja francoskih vojakov je stal na verandi v drugem nadstropju kip doža Cristofora Mora na kolenih pred levom svetega Marka. Pod njegovo vladavino je bil obok končan. Lok v spodnjem nadstropju je obdan z dvema Rizzovima skulpturama Adama in Eve, original je danes v Doževi palači. V 17. stoletju je bila z marmorjem obložena ura obrnjena proti dvorišču.

### Notranje dvorišče
Dvorišče je bilo prebivalstvu Benetk prosto dostopno. Uporabljali so ga za uradna dejanja, zborovanja, festivale in tekmovanja, enkrat letno pa so prirejali tudi tek bikov. Od leta 1485 so se odvijale slovesnosti kronanja doža.
Dvorišče je tlakovano od leta 1773 s ploščami iz trahita in istrskega kamna, s katerim je bil izvirni opečni tlak zamenjan. Pod tlakom sta dve veliki cisterni, ki sta se uporabljali za oskrbo z vodo palače in prebivalstva. Dva bronasta vodnjaka sta bila postavljena leta 1554 in 1559, delo Alfonsa Alberghetija in Niccola dei Contija in nosita grbe naročnikov Francesca Venierja in Lorenza Priulija.
Več stopnišč pripelje do različnih kril s prostori doža, uradov in sodišč, ki so imeli tam svoj sedež.
Na jugu, na izhodu z dvorišča, so Pšenična vrata (Porta del Frumento).

### Trg senatorjev
Levo od glavnega dvorišča je zraven Stopnišča velikanov (Scala dei Giganti) majhen trg senatorjev, na katerem so se senatorji srečevali pred sestanki. Od tu vodijo udobne stopnice neposredno do njihovih pisarniških prostorov.

### Kapela svetega Nikole
Leta 1505 je Giorgio Spavento dobil naročilo za gradnjo doževe kapele. Cerkvica svetega Nikole stoji v kotu dvorišča. Spavento je prilagodil fasado cerkve končani fasadi palače. Okrašena je z venci in tondi s frizi, ki se neopazno nadaljujejo v friz palače. Fino členjena ograja konča fasado in hkrati ograjo majhnega strešnega vrta, ki je dostopen iz doževega stanovanja.

### Stopnišče velikanov (Scala dei Giganti)
Severna stran dvorišča je zaprta, ni stika med palačo in baziliko svetega Marka, ki je bila nekdaj doževa kapela. Na sredini dvorišča stojita vodnjaka iz sredine 16. stoletja.
Leta 1485 se je veliki svet odločil, da bi bilo treba obredno stopnišče zgraditi na dvorišču. Zasnova je predvidela ravno os z zaokroženim Foscarijevim obokom z izmeničnimi pasovi istrskega kamna in rdečega veronskega marmorja, ki povezuje stopnišče do glavnega vhoda (Porta della Carta), in s tem ustvarja monumentalen pristop s trga v središče zgradbe. Od leta 1567 Stopnišče velikanov (Scala dei Giganti) varujeta dva Sansovinova kolosalna kipa Marsa in Neptuna, ki predstavljata moč Benetk na kopnem in morju in od tod tudi njegovo ime. Na vrhu teh stopnic so kronali dože s simbolično predajo doževske kape (corno), potem ko se je dož zavezal, da bo spoštoval in čuval zakone države. Člani senata so se zbrali pred vladnimi srečanji na Senatorskem dvorišču, desno od omenjenega stopnišča.

### Museo dell'Opera
Doževa palača je bila v stoletjih neštetokrat predelana in obnovljena. Zaradi požarov, konstrukcijskih napak in dodatkov ter novih organizacijskih zahtev in sprememb ali popolnih nadomestitev okrasja je bil komaj kakšen trenutek, da niso potekala kakšna dela. Od srednjega veka je za vzdrževanje in ohranjanje skrbela "tehnična služba", ki je bila odgovorna za vsa dela in je nadzirala delavce in njihovo delo (opera ali fabbriceria ali procuratoria). Sredi 19. stoletja je bila palača v tako slabem stanju, da je bila njena ohranitev vprašljiva. Tako so jo leta 1876 začeli obnavljati. V to so bili vključeni dve fasadi in kapiteli pritličnih arkad in zgornje lože: 42 kapitelov, ki so bili v posebej slabem stanju, je bilo odstranjenih in zamenjanih s kopijami. Originali, nekateri so bili mojstrovine beneškega kiparstva iz 14. in 15. stoletja, so skupaj z drugimi kipi iz fasade bili prestavljeni na območje, posebej urejeno za ta namen: Museo dell'Opera (Muzej izvršenih del). Po temeljito opravljenem in skrbnem restavratorskem delu so zdaj razstavljeni na svojih prvotnih stebrih v šestih sobah muzeja, ki še nosijo stari zid iz velikih blokov kamna, ostanek prejšnje različice palače. Sobe imajo tudi dele kipov in pomembnih arhitekturnih in dekorativnih del iz kamna s fasade palače.

### Doževi prostori
Prostori, v katerih je prebival dož, so bili vedno na območju palače, med kanalom Canonica – vhod z vodne strani – današnjega Zlatega stopnišča in apside bazilike svetega Marka. Katastrofalni požar v tem delu stavbe leta 1483 je zahteval pomembna obnovitvena dela, ki so bila na stanovanjskem delu končana do leta 1510. Jedro teh prostorov je ugledno, ne posebej veliko prebivališče, glede na to, da so sobe najbližje Zlatemu stopnišču imele mešano zasebno in javno vlogo. V zasebnih prostorih je lahko dož užival ob koncu dneva in kosil s člani svoje družine sredi opreme, ki jo je prinesel iz svojega doma (in so jo po njegovi smrti takoj odstranili, da bi nepremičnino opremili za novoizvoljenega doža).
- Škrlatna dvorana (Sala degli Scarlatti) – soba je morda je dobila ime po barvi oblek, ki so jih nosili doževi svetovalci in kanclerji, katerim je bil predprostor namenjen. Izrezljan strop, okrašen z grbi doža Andrea Grittija, je del prvotnega dekorja, verjetno sta ga zasnovala Biagio in Pietro da Faenza. Med dekoracijo sten sta dve poslikani luneti posebej vredni pozornosti: ena je delo Giuseppeja Salviatija, druga pa Tizianova.

- Dvorana pribočnikov (Sala degli Scudieri) – soba je bila namenjena doževim pribočnikom, ki jih je on sam imenoval in od katerih vsaj osem je moralo biti vedno na razpolago. Originalna poslikava je izgubljena. To je največji prostor v doževih apartmajih in zaseda celotno širino tega krila palače. Iz 14. stoletja sta monumentalna portala, ki vodita na Zlato stopnišče in v Grbovno dvorano.

- Grbovna dvorana (Sala dello Scudo) - v tej dvorani je bil izpostavljen grb vladajočega doža in je bila namenjena avdiencam in sprejemu doževih gostov. Danes je tu grb Ludovica Manina, vladajočega doža ob razpadu Beneške republike leta 1797. Dvorana je okrašena z velikimi zemljevidi, zasnovanimi tako, da poudarijo slavno tradicijo beneške moči. Dva globusa v središču dvorane datirata v 18. stoletje: eden prikazuje nebo, drugi površino Zemlje.

- Erizzijeva dvorana (Sala Erizzo) – soba ima ime po dožu Francescu Erizzu (1631–1646) in je opremljena kot ostale dvorane z izrezljanim lesenim stropom s pozlato na svetlomodrem ozadju in s kaminom Lombardske šole. Od tu vodi majhno stopnišče do okna, ki je omogočalo dostop do strešnega vrta.

- Dvorana s štukaturami (Sala Stucchi) - originalna dekoracija je bila izgubljena v požarih iz 15. stoletja in šele v obdobju doža Marina Grimanija (1595–1605) je bil strop dvorane opremljen s štukaturami, po katerih se imenuje. Včasih jo imenujejo tudi Dvorana Priuli po grbu doža Antona Priulija (1618-1623), ki krasi kamin med alegoričnimi figurami. Štukature na stenah in stropu so bile narejene pozneje po naročilu doža Pietra Grimanija (1741–1752), ki je dal izdelati tudi okvirje za razne tu izpostavljene slike. Gre za skupino Kristusovo življenje in za portret francoskega kralja Henrika III. (morda delo Tintoretta) zaradi njegovega obiska v mestu leta 1574 na poti iz Poljske, da prevzame francoski prestol po smrti njegovega brata Karla IX.

- Dvorana filozofov (Sala dei Filosofi) – soba filozofov je dobila ime po dvanajstih slikah starih filozofov, ki so bile narejene v 18. stoletju in pozneje nadomeščene z alegoričnimi deli in portreti dožev. Na levi majhna vrata pripeljejo na ozko stopnišče, ki je omogočilo dožu hiter dostop iz stanovanja v dvorane v zgornjih nadstropjih, v katerih so bili sestanki senata in velikega sveta. Na drugi strani teh vrat je pomembna freska svetega Krištofa, delo Tiziana.

- Kotna soba ima ime po različnih slikah, ki prikazujejo doža Giovannija Cornerja (1625–1629). Kamin, narejen iz carrarskega marmorja, je okrašen s frizom krilatih angelov z delfini okrog osrednjega lika leva svetega Marka. Soba ni imela posebne vloge, bila je zasebna soba doža.

### Upravni prostori
- Kvadratni atrij (Atrio quadrato) – prostor je bil čakalnica, predprostor različnih dvoran. Okrasje je iz 16. stoletja, iz obdobja vladanja doža Girolama Priulija (1486–1567), ki je prikazan na Tintorettovi stropni poslikavi s simboli njegovega urada skupaj s prizori iz svetopisemskih zgodb in alegorij štirih letnih časov, verjetno so ga poslikali slikarji Tintorettove delavnice, Girolamo Bassano in Paolo Fiammingo.

- Soba štirih vrat (Sala delle Quattro Porte) je bila uradno predprostor pomembnejših prostorov v palači in štiri vrata, ki ji dajejo ime, so bogato uokvirjena s plemenitimi vzhodnimi marmorji; vsaka obvladuje alegorična kiparska skupina, ki se nanaša na prednosti, ki naj bi navdihovale tiste, ki so imeli odgovorne položaje. Sedanje okrasje je delo Antonia da Ponteja, oblikovala sta jo Andrea Palladio in Giovanni Antonio Rusconi. Tintoretto je od leta 1578 slikal freske z mitološkimi motivi, freske mest in regij pod beneško oblastjo, tako da kažejo tesno povezavo med ustanovitvijo Benetk, njihovo neodvisnostjo in zgodovinskim poslanstvom beneškega plemstva. Med slikami na stenah izstopa Tizianov portret doža Antonia Grimanija (1521–1523). Na stojalu stoji Tiepolov portret Benetk, ki jim Neptun daje darove morja.

- Predprostor dvorane kolegija (Sala dell'Anticollegio) je bil uradno prostor, v katerem so tuji veleposlaniki in delegacije čakali, da bi jih sprejel veliki svet in obravnaval zunanje zadeve. Ta soba je bila obnovljena po požaru leta 1574 skupaj z okrasjem, štukaturami in stropnimi freskami. Osrednja Veronesejeva freska kaže Benetke, ki delijo priznanja in nagrade. Zgornji del stene je okrašen s finim frizom, druge z razkošno opremo, vključno s kaminom med okni. Imenitna vrata, ki vodijo v dvorano sveta, krasijo korintski stebri z marmorno skulpturo na pedimentu. Skulptura prikazuje žensko figuro Benetk, ki počiva na levu, spremljata jo alegorija Slave in Sloge. Ob naslednjih vratih so štiri Tintorettova platna, ki jih je naslikal za Kvadratni atrij. Sem so bila postavljena leta 1716 in so nadomestila izvirne usnjene stenske obloge. Vsak mitološki prizor je tudi prispodoba vlade republike.

- Dvorana kolegija (Sala del Collegio) – V zgodnjem 12. stoletju je bil predhodnik Velikega sveta kolegij, sestavljen iz  doža, Sveta Modrih, Quarantije in Nižjega sveta. V glavnem je bil Veliki svet odgovoren za organizacijo in usklajevanje del senata ter stike z veleposlaniki in mestnimi guvernerji. Sprejemal je tuje delegacije in spodbujal drugo politično in zakonodajno dejavnost. Poleg teh skupnih nalog je imel vsak organ svoje posebne mandate, zaradi katerih je bil ta organ neke vrste "svetovalec" senata, še posebej pri zunanjih zadevah. Okrasje te dvorane je oblikoval Andrea Palladio kot zamenjavo za uničeno v požaru leta 1574; lesena obloga za steno in tribuno ter izrezljani strop so delo Francesca Bella in Andrea da Faenza. Slike na stropu so naročili Veroneseju, ki jih je izdelal med letoma 1575 in 1578. Ta strop je ena od umetnikovih mojstrovin in poveličuje Dobro vlado republike skupaj z Vero, na kateri sloni in Krepostjo, ki jo usmerja in krepi. Preostale slike so Tintorettove in kažejo različne dože s Kristusom, Marijo in svetniki.

- Dvorana senata (Sala del Senato) je znana tudi kot Sala dei Pregadi, to je dvorana naprošenih, saj je sprva dož prosil člane sveta zaprošenih (Consiglio dei Pregadi) za sodelovanje, dokler se ni svet preimenoval v senat. Senatorji so bili izbrani iz velikega sveta. Senat, ki se je sestajal v tej dvorani, je bil ena najstarejših javnih institucij v Benetkah; prvič je bil ustanovljen v 13. stoletju in se je nato postopoma razvil v daljšem časovnem obdobju, dokler v 15. in 16. stoletju ni dejansko prevzel večino funkcij Velikega sveta in postal odgovoren predvsem za nadzor političnih in finančnih zadev v predelovalni industriji, trgovini in zunanji politiki. Na Tintorettovih delih, narejenih za ta prostor, prevladuje Kristus; morda se nanaša na senatni 'konklave', ki je volil doža, in bil pod varstvom Božjega sina. Soba vsebuje tudi štiri slike Jacopa Palme il Giovaneja, ki so povezane s posebnimi dogodki beneške zgodovine.

- Dvorana sveta deseterice (Sala del Consiglio dei Dieci) je dobila ime po svetu deseterice, ki je bil ustanovljen po zaroti leta 1310, ko so Bajamonte Tiepolo in drugi plemiči poskušali strmoglaviti državo. V svetu deseterice so bili posebej izbrani člani velikega sveta, ki so imeli neomejena pooblastila glede varnosti države in celo nadzora nad samim dožem. Okras stropa je delo Giana Battiste Ponchina, pri čemer sta mu pomagala mladi Veronese in Gian Battista Zelotti. Gravura in pozlata strop razdelita na 25 oddelkov, okrašenih s podobami božanstev in alegorij, namenjenih pojasnjevanju moči sveta deseterice, ki je bil odgovoren za kaznovanje krivih in oprostitev nedolžnih.

- Dvorana kompasa  (Sala della Bussola) je bila posvečena pravosodju; njeno ime je povezano z velikim lesenim kompasom s kipom Pravice, ki stoji v enem kotu in skriva vhod v prostore treh voditeljev sveta deseterice in državnih inkvizitorjev. To je predprostor, v katerem so čakali osumljenci. Okrasje je želelo poudariti slovesnost pravne ureditve republike in datira v 16. stoletje. Stropne slike so Veronesejeve, veliki kamin je oblikoval Sansovino. Dvorana je povezana preko stopnišč in hodnikov z vsemi ostalini pravosodnimi prostori in zapori. Iz tega prostora se lahko pride do orožarne, na drugo stran Mostu vzdihljajev (Ponte dei Sospiri) ali pa naravnost navzdol na Stopnišče cenzorjev, v prostore, v katerih je bil svet pravosodja v prvem nadstropju.

- V beneškem jeziku liagò pomeni teraso ali balkon, zaprt s steklom. Ta poseben primer je bil neke vrste koridor in prostor srečevanja za patricijske člane velikega sveta v obdobjih med razpravami o vladnih poslih.

- Dvorana stare civilne quarantie (Dvorana Quarantia Civil Vecchia) –  Quarantia, sprva 40 svetnikov, ki so imeli precejšnjo politično in zakonodajno oblast, je bila v 15. stoletju razdeljena na tri ločene svete, dva civilna (za otočna področja in za suhozemne posesti) in enega kazenskega. V tej sobi se je shajala quarantia za otočna področja, dejansko za mesto Benetke z bližnjo okolico. Obnovljena je bila v 17. stoletju; fragment freske desno od vhoda je edini ostanek prvotnega okrasja.

- Dvorana Guariento (Sala del Guariento) je bila skladišče streliva, povezano z orožarno. Krasila jo je freska Marijinega kronanja, ki jo je naslikal Guariento d'Arpo. Po požaru iz leta 1577 je od freske ostal le fragment, ki je še danes viden. Razstavljena je tudi ena od risb, ki jih je Tintoretto predložil za obnovo dvorane. Današnja poslikava je sicer njegova, a popolnoma različna od predložene.

- Dvorana velikega sveta (Sala del Maggior Consiglio) je  53 metrov dolga in 25 metrov široka. Ni le največja dvorana v Doževi palači, ampak tudi ena največjih v Evropi. Tu so bili sestanki velikega sveta, najpomembnejšega političnega telesa v republiki. Svet je bil starodavna organizacija, ki so ga sestavljali vsi moški člani patricijskih beneških družin, starejši od 25 let, ne glede na njihovo stanje, odlike in bogastvo. Kljub omejitvam pri pooblastilih, ki mu jih je nalagal senat v stoletjih, je veliki svet treba obravnavati kot branik republikanske enakosti, saj je imel pravico nadzora nad vsemi ostalimi državnimi organi. Dvorana je bila restavrirana v 14. stoletju in okrašena z deli najbolj znanih umetnikov tistega obdobja, kot so Gentile da Fabriano, Pisanello, Alvise Vivarini, Vittore Carpaccio, Giovanni Bellini, Pordenone in Tizian. Kmalu po tem, ko so bila končana dela v novi dvorani, jo je požar leta 1577 hudo poškodoval skupaj z dvorano Scrutinio. Uničene slike so bile v kratkem nadomeščene s Tintorettovimi, vendar je večino del dokončal sin Domenico. Tema, ki je bila izbrana za okrasitev sten v sobi, je bila Poveličanje Benetk, upodobljena skozi vrsto vojaških epizod. Tri ogromna platna so glavni elementi na stropu. Osrednji, pravokotni, Tintorettov, prikazuje Benetke, ki ponujajo lovorov venec dožu Nicolò da Ponteju in dve bočni, ovalni, v katerih je Veronese naslikal Alegorijo Benetk, Palma Giovane pa Benetke, ki jih je okronala Zmaga, so prejele osvojene province.

Izstopa ogromna slika Il Paradiso, ki pokriva vso steno za tronom in ki je verjetno največja slika na platnu na svetu. Ustvarili so jo Tintoretto in njegovi učenci med letoma 1588 in 1592. Ostalo okrasje so obnovili Veronese, Jacopo in Domenico Tintoretto ter Jacopo Palma il Giovane. Stene so bile okrašene z epizodami iz beneške zgodovine s posebnim poudarkom na odnosih mesta s papežem in Svetim rimskim cesarstvom, medtem ko je strop okrašen s Krepostjo in posameznimi primeri beneškega junaštva, osrednji panel pa alegorično poveličuje republiko. 12 stenskih poslikav, obrnjenih ena proti drugi v skupinah po šest, prikazuje junaška dejanja ali vojne, znane iz zgodovine mesta. Takoj pod stropom teče friz s portreti prvih 76 dožev (portreti drugih so v sobi Scrutinio), ki so bili naročeni Tintorettu, a večino teh slik je dejansko naredil njegov sin. Vsak dož ima zvitek z navedbo svojih najpomembnejših dosežkov, medtem ko je dož Marin Faliero, ki je poskušal z državnim udarom leta 1355, predstavljen zgolj s črno krpo kot izdajalec Republike. 
- Dvorana Scrutinio (ime ima po skrutiniju – štetje glasov po volitvah) – bila je v krilu, zgrajena med 1520 in 1540, med vladanjem doža Francesca Foscarija (1423–1457), nasproti Piazzete. Na začetku je bila namenjena dragocenim rokopisom, ki sta jih republiki zapustila Francesco Petrarca in Ivan Bessarion (1468); dejansko je bila prvotno znana kot knjižnica. Leta 1532 je bilo odločeno, da se bo soba uporabljala tudi za volitve in/ali posvetovanja, označena kot ritem beneške politike, ki temelji na zbirnem sistemu, katerega središče je bilo v bližini dvorane velikega sveta. V njej je posebna komisija preštevala glasove ob volitvah dožev. Po gradnji knjižnice Biblioteca Marciana se je ta prostor uporabljal izključno za volitve. Sedanje okrasje je iz let med 1578 in 1615, po požaru 1577. Epizode iz vojaške zgodovine v različnih oddelkih slavijo junaštva Benečanov s posebnim poudarkom na osvajanju pomorskega imperija; izjema je le zadnji oval, zavzetje Padove leta 1405.

- Dvorana Quarantia Criminale –  ta soba in soba Cuoi sta bili uporabljeni za pravosodje. Dvorana je bila ustanovljena v 15. stoletju za obravnavo primerov kazenskega prava. To je bil zelo pomemben organ, saj so imeli njeni člani tudi zakonodajne pristojnosti.

- Sodišče (Dvorana Magistrato alle Leggi ali Sala Bosch) – v njej je bila magistratura branilcev in izvrševalcev zakonov ter reda urada svetega Marka in Rialta. Ustanovljeno je bilo leta 1553, vodili so ga trije mestni patriciji in bil odgovoren za to, da so bili upoštevani predpisi. Prostor je dobil drugo ime zaradi triptiha  Hieronymusa Boscha v sobi. V njej so bile tudi štiri tabelne slike, znane kot Štiri vizije posmrtnega življenja, tudi Boscheve.

## Zapor
Pomemben del Doževe palače v literarnem smislu je zapor, ki se širi v dveh stavbah – oba dela sta povezana z Mostom vzdihljajev. V doževi palači je bilo nekaj zelo vlažnih zaporniških celic, ki so se imenovale pozzi, bilo jih je 19, in piombi, ki jih je bilo 6 ali 7, zloglasne celice so bile tako imenovane svinčene komore v pritličju, neposredno pod svinčeno streho, od tod tudi ime mostu. Včasih jih je zalila voda.
Celice v palači so bile namenjene izključno državnim zapornikom in izdajalcem. Za običajne zapornike so imeli  zapore v mestu.

### Svinčena soba
Pod s svincem prekrito streho nad dvorano inkvizitorjev (Sala dei Inquisitori) so bili zloglasni piombi. Ti so bili namenjeni samo za zapornike svete deseterice in državne inkvizitorje. Šest ali sedem celic je znanih po svojih stanovalcih: Giacomo Casanova (1725–1798), ki je slabe življenjske razmere in ozke celice opisal v živo v Zgodbi mojega pobega, ki je postala svetovno znana.  V celici je bilo samo majhno okno v vratih, vročina pod glavno streho pa je hitro postala neznosna. Pohištvo in hrano so si morali zaporniki sami plačati.

### Pozzi
Leta 1531 se je veliki svet odločil za prenovo kanala Palazzo. V pritličju je bil zgrajen nov zapor za zapornike, ki so bili v pristojnosti sveta deseterice. Krilo stavbe je bilo povezano s stopniščem, ki je vodilo neposredno v pisarniške prostore treh vodjev desetih (Capi dei Dieci).
Pozzi (italijansko vodnjak) se imenuje ječa, zgrajena iz istrskih kamnitih blokov, z 19 celicami, razporejenimi vzdolž zunanje stene, kakor tudi dvojne celice. Vrata in zračniki so odprti le na hodnik. Celice so označene na arhitravu nad vrati z zrcalno gravirano rimsko številko. Celice so bile v celoti prekrite z lesom in opremljene s kamnitim pogradom in lesenimi deskami. Zaradi lokacije v kleti so bile celice, še posebej v potopljenem delu kleti, razen kamnitih pogradov, pogosto pod vodo.

### Novi zapori
Zaradi omejenega števila zaporniških celic v Doževi palači je bil od leta 1563 načrtovan nov državni zapor, prigioni nuove. Zasnoval ga je Antonio da Ponte in zgradil Antonio Contin skupaj z obnovo palače. Leta 1603 je bil končan Most vzdihljajev (Ponte dei Sospiri), povezava, stavba pa je bila dokončana leta 1610. V prostorih ob kanalu so bili uradi Signori di notte al criminal. Razmere v zaporih so se izboljšale. Posamezne celice so bile višje in večje kot v pozzi in piombi, bolje osvetljene in suhe.

## Arhitekti Doževe palače
Naslov uradnega upravitelja v Doževi palači je bil proto (grško = prvi). Proto je lahko vodil gradbena dela in bil arhitekt, odgovoren za projekt gradnje.
- Enrico, 1344, dejaven v Benetkah, proto (?)
- Pietro Baseggio, gradbeni mojster, proto med 1340 in 1355
- Filippo Calendario (* pred 1315–1355), kipar, verjetno arhitekt prve doževe palače, proto; krilo proti pomolu in Piazzetti, kapiteli na južnem krilu (?)
- Pierpaolo dalle Masegne († 1403), deloval v Benetkah 1383; okno
- Jacopo dalle Masegne; okno
- Giovanni Bon ali Buon (od 1355 do 1443), kipar in arhitekt; Porta della Carta, 1438–1442
- Bartolomeo Bon ali Buon, (1400/1410–1464/1467), kipar in arhitekt; Porta della Carta, kip Francesca Foscarija na glavnem vhodu (Porta della Carta)
- Antonio Bregno, deloval v Benetkah 1424–1457, kipar, okoli 1460 proto; Porta della Carta, Arco Foscari
- Antonio de Marco Gambello, arhitekt, 1485 proto
- Antonio Rizzo (od 1439, od 1499), kipar in arhitekt, proto do 1497; Stopnišče velikanov, kip Adama in Eve na Doževi palači, podaljšanje vzhodnega krila 1484
- Pietro Lombardo (1435–1515), kipar in arhitekt, proto od 1499; marmorni kamin v Škrlatni dvorani
- Tullio Lombardo, kipar in arhitekt, (* od 1455 † 1532); sprememba doževe pisarne
- Pietro Solari, 1497/1498 proto kot naslednik Rizzose
- Giorgio Spavento(† 1509), deloval v Benetkah 1486; proto za San Marco, arhitekt in graditelj; zasnova fasade palače Dvorišče senatorjev (Cortile dei Senatori) in cerkve svetega Nikola, doževe zasebne kapele
- Antonio Abbondi Scarpagnino († 1547), proto od 1515
- Jacopo Sansovino (1486–1570), 1529 proto; kip na Stopnišču velikanov; Urno stopnišče
- Pietro Guberni, proto, vodja gradnje Urnega stopnišča
- Antonio da Ponte, (1512–1597), graditelj mostu Rialto, proto; vodja del pri Dvorani velikega sveta (od 1574)
- Alessandro Vittoria (1525–1608), slikar in medaljer; kip Pravice na oknu, reliefi in štukature na Urnem stopnišču
- Andrea Palladio, arhitekt; portal v Dvorani štirih vrat (Sala delle Quattro porte) (pripisano),
- Vincenzo Scamozzi, arhitekt Chiesetta in Antichiesetta
- Bartolomeo Monopola, delal v Benetkah med 1597–1623, proto; portik, zahodna in južna fasada dvorišča 1605/160, Pšenična vrata v pristanišču
- Antonio Contini († 1600), kipar in arhitekt, deloval v Benetkah 1566; oblikoval Most vzdihljajev
- Andrea Tirali (1660 (?)–1737), kipar in arhitekt, proto; slavolok Francescu Morosiniju v dvorani Scrutinio [10]